# Wilhelm Brübach
Wilhelm Brübach (* 22. Juli 1909 in Hopfelde; † 3. Juli 2003) war ein deutscher Politiker (SPD) und Abgeordneter des Hessischen Landtags.

## Ausbildung und Beruf
Nach Abschluss der Volksschule und einer kaufmännischen Lehre arbeitete Wilhelm Brübach als Holzkaufmann. Im Dritten Reich stand er zeitweise unter Polizeiaufsicht. Von 1942 bis 1945 leistete er Kriegsdienst.

## Politik
Brübach war seit 1927 Mitglied der SPD. 1931 war er Kreisvorsitzender der Sozialistischen Arbeiterjugend in Kassel. 
Er wurde 1946 als Landrat des Landkreises Witzenhausen gewählt und behielt dieses Amt bis zur Gebietsreform in Hessen 1973, bei der der Landkreis Witzenhausen mit dem damaligen Landkreis Eschwege zum neuen Werra-Meißner-Kreis zusammengeschlossen wurde.
Vom 1. Dezember 1946 bis zum 30. November 1970 war Brübach Mitglied des Hessischen Landtags.